# Le Châtelier
Le Châtelier é uma comuna francesa na região administrativa do Grande Leste, no departamento de Marne. Estende-se por uma área de 10.7 km², e possui 62 habitantes, segundo o censo de 2018, com uma densidade de 5.8 hab/km².